# Exorista trudis
Exorista trudis là một loài ruồi trong họ Tachinidae.